# 耶日·杜德克
耶日·杜德克（波蘭語：Jurek Henryk "Jerzy" Dudek，1973年3月23日—），波蘭國家足球隊一號門將。
杜迪克曾為利物浦奪得2003年聯賽杯及2005年歐洲聯賽冠軍杯，其中在2005年歐洲聯賽冠軍杯決賽表現神勇，協助利物浦戲劇性反勝義大利足球豪門AC米兰，在加时下半场时撲出安德烈·舍甫琴科的射门，更用面部在门线上擋出他的补射。在点球大战階段中撲出派路主罚的第二点及舍甫琴科主罚的第五点，成为決赛的头号功臣。
自從西班牙人佩佩·雷纳加盟利物浦以後，杜迪克常受傷患困擾，2005-2006年更從未為利物浦上陣，結果在2006年世界盃時，這位波蘭一號門將並沒有入選國家隊。在2007年，杜迪克自由轉會至西班牙俱樂部皇家马德里，作為伊克尔·卡西利亚斯的替補。
2010年9月4日，杜迪克應加歷查的邀請，組成利物浦明星隊並返回利物浦的主場安菲尔德為慈善紀念賽作賽。

## 榮譽
- 1998-99 荷蘭甲組聯賽冠軍
- 1999-00 荷蘭超級盃

利物浦
- 2002-03 英格兰联赛杯
- 2004-05 歐洲聯賽冠軍盃
- 2005-06 英格兰足总杯
- 2006-07 社區盾

個人
- 1998-99 荷蘭年度最佳門將
- 1999-00 荷蘭年度最佳門將

## 外部連結
- icons.com：杜迪克
- 杜迪克波蘭官網 （页面存档备份，存于）

1. ↑  Hugman, Barry J. (编). . Mainstream Publishing. 2007: 118. ISBN 978-1-84596-246-3.